# Caponina alejandroi
Espèce
Caponina alejandroi est une espèce d'araignées aranéomorphes de la famille des Caponiidae.

## Distribution
Cette espèce est endémique du département de Boyacá en Colombie,.

## Description
Caponina alejandroi compte six yeux. Le mâle holotype mesure 3,53 mm et la femelle paratype 4,95 mm.

## Étymologie
Cette espèce est nommée en l'honneur d'Alejandro Sánchez Barreda.

## Publication originale
- Sánchez-Ruiz, Martínez & Bonaldo, 2022 : « An update on the spider genus Caponina Simon (Araneae: Caponiidae) with descriptions of three new six-eyed species from Colombia. » European Journal of Taxonomy, vol. 813, p. 87-102 (texte intégral).